# اوریه کولهو
اوریه کولهو (فنلاندی: Yrjö Kolho; ۲۳ آوریل ۱۸۸۸ – ۱۳ فوریهٔ ۱۹۶۹) تیرانداز اهل فنلاند بود.
وی در مسابقات کشوری و بین‌المللی در مجموع برندهٔ ۱ مدال نقره، ۱ مدال برنز شده‌است.